# Xã Franklin, Quận DeKalb, Indiana
Xã Franklin (tiếng Anh: Franklin Township) là một xã thuộc quận DeKalb, tiểu bang Indiana, Hoa Kỳ. Năm 2010, dân số của xã này là 1.182 người.